# Битва у Геллеспонта
Битва у Геллеспонта — два отдельных морских сражения, произошедших в 324 году между флотами римских императоров Константина (которым руководил его сын Крисп) и Лициния (управлял Абантус). Несмотря на численное превосходство Абантуса, победа была одержана Криспом.

## Предыстория

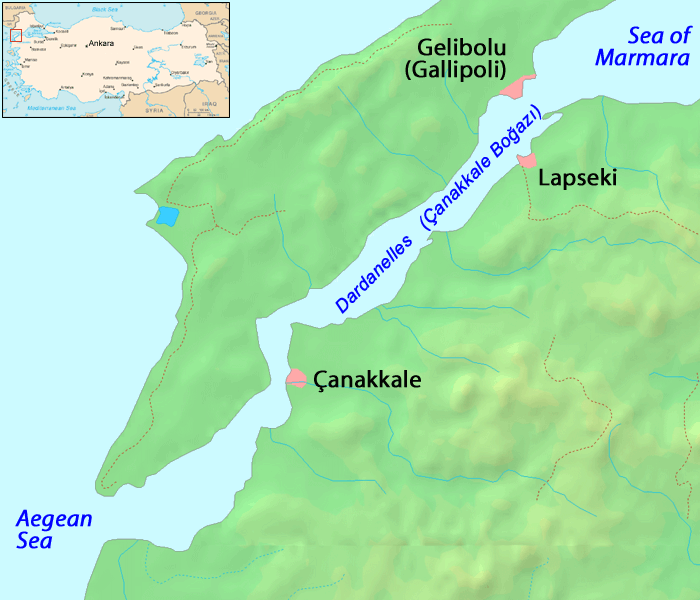
Карта Геллеспонта

После поражения у Адрианополя, Лициний со своей главной армией отступил к городу Византий. Оставив там сильный гарнизон, большую часть солдат он переправил через Босфор в Малую Азию. После этого Лицинию было жизненно необходимым удержать город и контролировать проливы, отделяющие Фракию от Вифинии и Мизии. Его соимператор Мартиниан во главе второй армии охранял побережье Лампсака на азиатском берегу Геллеспонта.

## Битва
Пока Константин осаждал Византий, его сын Крисп вместе с 80 кораблями отправился в Геллеспонт, где его встретил весь флот Абантуса, состоявший из 200 судов. Но в закрытых водах залива Крисп сумел воспользоваться малым размером своих кораблей для уничтожения многих кораблей вражеского неповоротливого флота.
После этого Абантус отправился в восточную часть Геллеспонта для перегруппировки. В свою очередь Крисп получил подкрепления с Эгейского моря, и на следующий день флоты снова сошлись в битве. Второе столкновение состоялось у Галлиполи; начавшаяся буря уничтожила многие корабли флотилии Абантуса, чей корабль затонул, но сам он смог выплыть к берегу. Флот Константина одержал убедительную победу, из 250 судов после сражения у Лициния осталось только четыре.

## Последствия
Победа позволила Константину перевезти свои войска в Малую Азию с помощью флотилии лёгких транспортных кораблей, избежав столкновения с силами Мартиниана. Узнав о разгроме флота, Лициний начал отвод своих войск от Византия, присоединив к ним местный гарнизон. В последовавшей битве у Хризополиса Константин победил своего соперника, став единоличным императором Рима.